# توم كارتر
توم كارتر (بالإنجليزية: Tom Carter)‏ هو لاعب غولف أمريكي، ولد في 20 يناير 1968 في بلدة أبينغتون ‏ في الولايات المتحدة.

## وصلات خارجية
- الموقع الرسمي
- توم كارتر على موقع رابطة لاعبي الغولف المحترفين (الإنجليزية)